# Troy (Alabama)
 For alternative betydninger, se Troy. (Se også artikler, som begynder med Troy)
Troy er en amerikansk by og administrativt centrum i det amerikanske county Pike County, i staten Alabama. Byen har 17.727(2020) indbyggere.

## Ekstern henvisning
- Troys hjemmeside (engelsk)